# ジョン・F・フィッツジェラルド
ジョン・フランシス・フィッツジェラルド（英語: John Francis Fitzgerald, 1863年2月11日 - 1950年10月2日）は、アメリカ・マサチューセッツ州ボストン出身の政治家。アイルランド系アメリカ人。アメリカ合衆国連邦下院議員を2期、1906年から1908年と1910年から1914年までの2期にわたってボストン市長を務めた人物で、アメリカ合衆国第35代大統領ジョン・F・ケネディの母方の祖父にあたる。彼は“Honey Fitz”（ハニー・フィッツ）という愛称で呼ばれた。

## 背景
ジョン・F・フィッツジェラルドの父トーマスはアイルランド・リムリック県の出身で、母ロザンナは同じくアイルランドのキャバン県出身者であった。ジョンは12人兄弟の4番目の子供として生まれたが、健康に育ったのはジョンを含めて3人だけだった。母はジョンが16歳の時に亡くなり、父は「これまでフィッツジェラルド家を苦しめてきた病気など、将来の苦難に備えさせるため」息子が医師になることを希望した。ジョンはボストン・ラテン・スクールを経て1885年5月、ボストンカレッジを卒業した。1885年5月、ハーバード・メディカルスクール（ハーバード大学医学大学院）に入学したが、（彼が医師になることを望んだ）父が1885年に死去したため、1年足らずで医学大学院を中退し、民主党の政治家に転身した。1889年9月18日、ジョンはメアリー・ジョセフィン・ハノンと結婚する。妻との間には6人の子供が生まれ、長女のローズ・エリザベス・フィッツジェラルドから、後のジョン・F・ケネディ大統領が誕生した。

## 政治経歴
フィッツジェラルドは1891年にボストン市議会議員となり、1892年からマサチューセッツ州上院議員に就任した。1894年にマサチューセッツ州第9区からの合衆国下院議員に選出され、1895年から1901年までこの職にあった。1906年、第38代ボストン市長に選ばれ、前任者ダニエル・A・ウェルトン（1872年 - 1953年）の後を引き継いだ。1908年の市長選挙ではジョージ・A・ヒバード（1864年 - 1910年）に敗れて再選を逃したが、1910年の選挙でヒバードを僅差で破って返り咲き、1914年まで第40代市長を務めた。
当時のボストン政界では、民主党勢力としてフィッツジェラルドとパトリック・J・ケネディが主要な勢力を握っていた。1914年に、パトリック・J・ケネディのひとり息子であるジョセフ・P・ケネディと、フィッツジェラルドの長女ローズ・フィッツジェラルドの結婚が実現し、両家は親族関係に入った。この結婚により、1917年5月29日にその名を受け継いだジョン・フィッツジェラルド・ケネディが次男として誕生した。
ボストン市長を退任後、ジョン・F・フィッツジェラルドは再び合衆国下院議員を務めた。この時はマサチューセッツ州第10区からの選出で、1919年3月4日から1923年10月23日まで在職した。晩年は娘の家族のために、実業家の仕事にいそしんだ。
1950年10月2日、ジョン・フランシス・フィッツジェラルドはボストンにて87歳で没した。その墓はボストン市内のセント・ジョーゼフ墓地にある。